# Лестиярви
Лестиярви (фин. Lestijärvi) — община в провинции Центральная Остроботния, Финляндия. Общая площадь территории — 559,06 км², из которых 78,37 км² — вода.

## Демография
На 31 января 2011 года в общине Лестиярви проживают 856 человек: 434 мужчины и 422 женщины.
Финский язык является родным для 98,24% жителей, шведский — для 0,12%. Прочие языки являются родными для 1,64% жителей общины.
Возрастной состав населения:
- до 14 лет — 14,02%
- от 15 до 64 лет — 62,38%
- от 65 лет — 23,25%

Изменение численности населения по годам:
| Год  | Численность |
| ---- | ----------- |
| 1980 | 1048        |
| 1990 | 1114        |
| 2000 | 1040        |
| 2010 | 853         |
| 2011 | 856         |